# بيل هوسوكاوا
بيل هوسوكاوا (بالإنجليزية: Bill Hosokawa)‏ هو صحفي وكاتب أمريكي، ولد في 30 يناير 1915 في سياتل في الولايات المتحدة، وتوفي في 9 نوفمبر 2007 في سيكيم في الولايات المتحدة.